# جد کرزل
جد کرزل (انگلیسی: Jed Kurzel؛ ‏‎/kɜːrˈzɛl/‎؛ ‏ ‏ زادهٔ ۱۹۷۶) موسیقی‌دان و آهنگساز اهل استرالیا است.
از فیلم‌ها یا مجموعه‌های تلویزیونی که وی در آن‌ها نقش داشته‌است، می‌توان به غرب آهسته، مکبث، بابادوک، بلبل، کیش یک آدم‌کش، بیگانه: کاوننت و ارباب اشاره نمود.